# Пащенко, Мстислав Сергеевич
Мстисла́в Серге́евич Па́щенко (1 апреля 1901 — 22 октября 1958) — советский режиссёр-мультипликатор и сценарист. Заслуженный деятель искусств РСФСР (1957). Работал с художниками Е. Т. Мигуновым, А. П. Сазоновым, В. С. Василенко, П. П. Репкиным, В. Д. Дегтярёвым и другими деятелями мультипликации.

## Биография
Родился в семье орнитолога Сергея Николаевича Пащенко.
Окончил художественную школу в Петрограде. Работал иллюстратором в издательствах «Радуга» и «Молодая гвардия». В мультипликации начал работать с середины 30-х годов по приглашению Михаила Цехановского.
Работал мультипликатором, затем — режиссёром на Ленинградской кинофабрике «Росфильм».
По состоянию здоровья М. С. Пащенко был освобождён от воинской обязанности, но добровольцем ушёл на войну. Придя с фронта после ранения в 1942 году, стал работать на киностудии «Союзмультфильм».
В сотрудничестве с Борисом Дёжкиным сделал мультфильм «Необыкновенный матч» (1955).
Входил в состав кафедры курсов художников-мультипликаторов а потом был членом худсовета.
Похоронен на Введенском кладбище в Москве (17-й участок).

## Фильмография[7]

### Режиссёр
- «Джябжа» (1938)
- «Синица» (1944)
- «Песенка радости» (1946)
- «Машенькин концерт» (1949)
- «Когда зажигаются ёлки» (1950)
- «Лесные путешественники» (1951)
- «Непослушный котёнок» (1953)
- «Необыкновенный матч» (1955)
- «Старые знакомые» (1956)
- «Привет друзьям!» (1957)

### Сценарист
- «Джябжа» (1938)
- «Песенка радости» (1946)
- «Машенькин концерт» (1949)
- «Непослушный котёнок» (1953)
- «Необыкновенный матч» (1955)
- «Старые знакомые» (1956)
- «Привет друзьям!» (1957)
- «Чиполлино» (1961)

## Награды и звания
- Медаль «За трудовую доблесть» (6 марта 1950) — за выдающиеся заслуги в развитии советской кинематографии, в связи с 30-летием[8].
- Заслуженный деятель искусств РСФСР (1957).

## Награды на фестивалях
Мультфильмы Мстислава Пащенко были награждены на фестивалях:
- «Песенка радости» — Грамота и Малая бронзовая медаль на VIII МКФ в Венеции, Италия, 1947;
- «Когда зажигаются ёлки» — Премия за лучший детский фильм на VI МКФ в Карловых Варах, Чехословакия, 1951;
- «Непослушный котёнок» — 2-я премия на МКФ в Дурбане, ЮАР, 1954;
- «Необыкновенный матч» :
  - 1-я премия VII МФ фильмов для детей и юношества в Венеции, Италия, 1955;
  - Серебряная медаль КФ в Дамаске, Сирия, 1956;
  - Диплом I Британского МФ (Фестиваль фестивалей) в Лондоне, 1957;
  - Бронзовая медаль конкурса VI МФ молодёжи и студентов в Москве, 1957